# Dipartimento di Chinandega
Il dipartimento di Chinandega è uno dei 15 dipartimenti del Nicaragua, il capoluogo è la città di Chinandega.

## Comuni
1. Chichigalpa
2. Chinandega
3. Cinco Pinos
4. Corinto
5. El Realejo
6. El Viejo
7. Posoltega
8. Puerto Morazán
9. San Francisco del Norte
10. San Pedro del Norte
11. Santo Tomás del Norte
12. Somotillo
13. Villa Nueva